# Дуцкинова къща
Дуцкиновата къща (на македонска литературна норма: Куќа на Дуцкиновци) е къща в село Вевчани, Република Македония. Сградата е обявена за значимо културно наследство на Република Македония.

## История
Проектант на къщата е вевчанинът Димитър Дуцкинов, който е майстор строител и заедно с тайфата му я построява. Къщата е изградена в 1923 или 1929 година на основите на по-стара къща, която е разрушена.

## Архитектура
Камъкът за изграждането на първия етаж е донесен от Горна Белица и е обработван на място. Къщата има приземие, на което са разположени дюкяните, бакалница и месарница, а на горните етажи са спалните помещения и стаите за гости. На най-горния етаж е чардакът, който през лятото се използва и за живеене. Къщата е разделена на три части, с централно разположен чардак, еркерно изведен на дървени греди със специфична за района декорация и дървена ограда. Приземният етаж е каменен, с тухлена декорация около дървените прозорци, които се затварят с дървени капаци отвътре и с метални решетки отвън. Входните врати в дюкяните са дървени с полукръгла тухлена декорация във византийски стил. Горните етажи са изградени от цяла тухла с дървени прозорци с тухлена декорация и на тях се намират жилищните помещения. Междуетажната конструкция е с греди от кестеново дърво. Покривната конструкция също е от кестен и е с покрив на две води. Стълбите, които свързват партера и горния етаж, са отново от кестен, както и всички вътрешни врати.